# Шкалєвиця
45°39′ пн. ш. 15°28′ сх. д. / 45.65° пн. ш. 15.47° сх. д.
Шкалєвиця (хорв. Škaljevica) — населений пункт у Хорватії, в Карловацькій жупанії у складі міста Озаль.

## Населення
Населення за даними перепису 2011 року становило 59 осіб.
Динаміка чисельності населення поселення: